# Benjamin Sandels
Benjamin Sandels, före adlandet 1772 Sandel, född den 18 juni 1763 i Stockholm, död där den 25 juni 1831, var en svensk ämbetsman. Han var son till Samuel Sandel och dotterson till Georg Brandt samt far till Per Benjamin Sandels, Claes Samuel Sandels, Knut Wilhelm Sandels och Amalia Lindegren.

## Biografi
Sandels blev student vid Uppsala universitet 1776 och avlade bergsexamen 1780. Han blev extra ordinarie kanslist i Bergskollegium 1778, auskultant i nämnda kollegium 1780, vice notarie där 1781, hovjunkare 1783, ombudsman vid Diskontkompaniet 1784, vilken tjänst bortbyttes mot sekreterarebefattningen vid Allmänna brandförsäkringsdirektionen 1785, ordinarie notarie i Bergskollegium sistnämnda år, protonotarie där 1791 och assessor 1794. Sandels blev ledamot av kommittén för utredning av Sala silververks tillstånd 1802, av kommittén för utarbetande av ett sammandrag av bergsförfattningar 1806, av lagkommitténs organisationskommitté 1810 och av lagkommittén 1811. Han blev med bibehållande av assessorsbefattningen tillika bergmästare i Öster- och Västerbergslagen 1808, tillika bergsråd utan lön 1809, genom tjänstebyte bergmästare i Skåne 1810. Sandels beviljades avsked från bergmästareämbetet 1812, blev vice president i Bergskollegium 1816 och fick bergsråds lön samma år. Han var tillförordnad chef för Bergskollegium 1819. Sandels blev ledamot av riksens ärenders allmänna beredning 1818 och beviljades avsked därifrån 1821. Han blev riddare av Nordstjärneorden 1815.